# Інформаційна культура
Інформаційна культура (англ. Information culture): 
1. в широкому значенні — це сукупність принципів і реальних механізмів, що забезпечують позитивні взаємодії етнічних і національних культур,  також сполученість у загальному досвіді людства.
2. у вузькому — сукупність знань та вмінь по ефективній інформаційній діяльності, тобто такій ID, яка досягає поставленої цілі.

Також її варто розглядати як алгоритми людської поведінки і символічних структур в інфосфері, які надають цій поведінці сенсу і значимості з точки зору людини.
Інформаційна культура може розглядатися як складова частина загальної культури, орієнтована на інформаційне забезпечення людської діяльності. Інформаційна культура відображає досягнуті рівні організації інформаційних процесів та ефективності створення, збирання, зберігання, опрацювання, подання і використання інформації, що забезпечують цілісне бачення світу, його моделювання, передбачення результатів рішень, які приймаються людиною .

## Поняття інформаційної культури
Поняття «інформаційна культура» підкреслює зв'язок інформаційного світу з духовною культурою особистості, цілісність єдиного розуміння культури, окремі аспекти якої привертають увагу дослідників у різні періоди розвитку людського суспільства.
Основна тенденція в динаміці формування поняття «інформаційна культура» пов'язана з фундаментальністю і багатоаспектністю її розгляду не тільки як феномена, визначеного умовами науково-технічного прогресу, електронними засобами переробки, зберігання і передачі соціальної інформації, а перш за все як діяльнісної інфраструктури, що пронизує усі епохи і цивілізації, всі сфери людської діяльності і всі щаблі розвитку людини як соціальної істоти.
Інформаційна культура формується завдяки інформаційній грамотності і є інтегральним поняттям, яке включає такі компоненти:
- аудіовізуальна культура,
- логічна культура,
- семіотична культура,
- понятійно-термінологічна культура,
- технологічна культура,
- комунікаційна культура,
- мережева культура.

## Історія
Вперше поняття «інформаційна грамотність» було введено в 1977 році в США і використано в національній програмі вищої освіти. Асоціація Американських бібліотек інформаційно грамотною людиною назвала особистість, яка здатна розвивати, розміщувати, оцінювати інформацію і найбільш ефективно її використати.
Інформаційна культура налічує тисячоліття. Початком її історії логічно визнати момент зміни формального відношення до сигналу ситуації, властивого тваринному світові, на змістовне, властиве винятково людині. Обмін змістовними одиницями став основою розвитку мови. До появи писемності становлення мови викликало до життя гаму вербальних методик, породило культуру звернення зі сенсом і текстом. Письмовий етап концентрувався навколо тексту, який містив у собі всю різноманітність усної інформаційної культури.
Інформаційну культуру людства в різні часи зворушували інформаційні кризи. Одна з найзначніших інформаційних криз призвела до появи писемності. Усні методики збереження знань не забезпечували повної цілісності обсягів інформації, тому фіксація інформації на матеріальному носієві породила новий період інформаційної культури — документальний. До її складу ввійшла культура спілкування з документами: культура витягу фіксованого знання, культура кодування і фіксації інформації; культура документографічного пошуку. Оперування інформацією стало легшим, зазнав змін образ мислення, але усні форми інформаційної культури не тільки не втратили свого значення, а й збагатилися системою взаємозв'язків з письмовими.
Чергову інформаційну кризу викликали до життя комп'ютерні технології, що модифікували носії інформації та автоматизували деякі інформаційні процеси.
Сучасна інформаційна культура зібрала в собі всі свої попередні форми та з'єднала їх в єдиний засіб.

## Проекти по розвитку ІК

### Україна
Для ефективного і безпечного використання інформації в Україні діє ряд проектів, як державних (запровадження нових навчальних предметів та ін.), так і не державних (наприклад ресурс mediaosvita.com.ua [Архівовано 28 березня 2012 у Wayback Machine.]). Видано підручник «Виховання культури користувача Інтернету. Безпека у всесвітній мережі», який має на меті формування у дітей навичок грамотного та безпечного використання Інтернет-ресурсів.

### Міжнародні ініціативи

#### ПрограмаЮНЕСКО«Медіа та інформаційна грамотність»
За даними вебсайту ЮНЕСКО, це «дії, щоб дати людям навички та вміння для критичного сприйняття, оцінки і використання інформації і медіа у своїй професійній діяльності та особистому житті». Мета ініціативи полягає у створенні інформаційно грамотних товариств шляхом створення і підтримки освітньої політики інформаційної грамотності. Учасники проекту працюють з викладачами по всьому світу, навчаючи їх інформаційної грамотності і надаючи ресурси для її використання в їхніх класах.
ЮНЕСКО публікує дослідження з інформаційної грамотності у багатьох країнах, дивлячись на те, як інформаційна грамотність в даний час викладається, як вона відрізняється в різних спільнотах і як підвищити обізнаність. Вони також видають педагогічних засоби і програми для шкільних рад і вчителів для використання використання.
[[Користувач:]]

#### Міжнародна федерація бібліотечних асоціацій та інститутів
За даними вебсайту IFLA, IFLA [Архівовано 8 червня 2012 у Wayback Machine.] (англ. The International Federation of Library Associations and Institutions), «основна мета Секції інформаційної грамотності є сприяння міжнародному співробітництву в розвитку інформаційної грамотності для всіх типів бібліотек та інформаційних установ.»